# Timrat
Timrat (hebr. תמרת; ang. Timrat) – wieś komunalna położona w Samorządzie Regionu Emek Jizre’el, w Dystrykcie Północnym, w Izraelu.

## Położenie
Wieś położona jest na wysokości od 200 do 270 metrów n.p.m. na zachodnim skraju masywu górskiego Hare Nacerat, który zamyka od północy intensywnie użytkowaną rolniczo Dolinę Jezreel w Dolnej Galilei, na północy Izraela. Na północ i zachód od wsi przepływa strumień Szimron. W jej otoczeniu znajduje się miasto Migdal ha-Emek, miejscowości Zarzir, Ilut i Jafa an-Naserije, kibuce Kefar ha-Choresz, Jifat, Gewat i Ramat Dawid, moszaw Nahalal, wieś komunalna Giwat Ela oraz arabska wieś Manszija Zabda. Na wschód od wsi znajduje się baza wojskowa Ma’alul.
Timrat jest położona w Samorządzie Regionu Emek Jizre’el, w Poddystrykcie Jezreel, w Dystrykcie Północnym Izraela.

## Historia

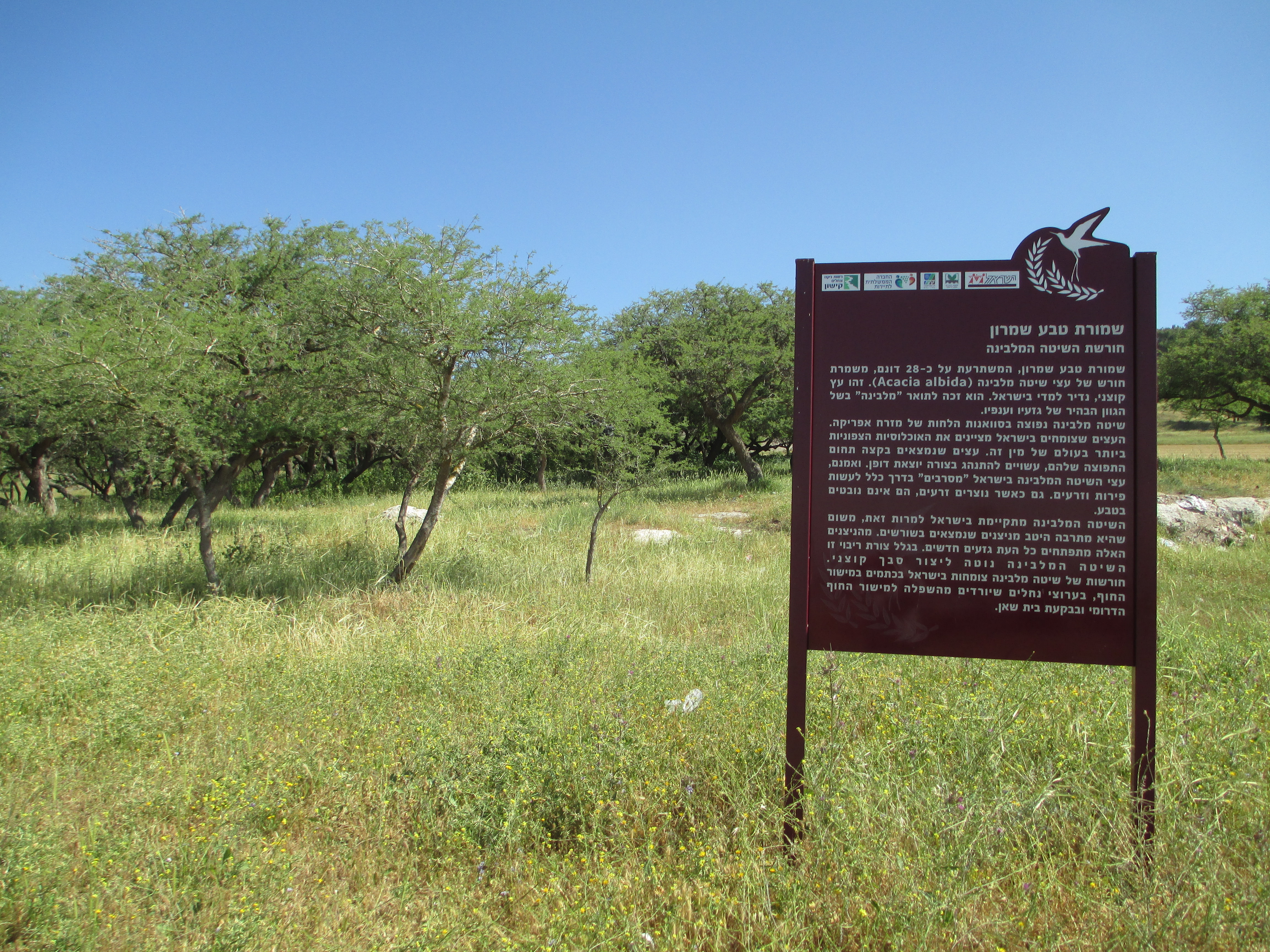
Rezerwat przyrody Tel Szimron

Pierwotnie miejsce to należało do arabskiej wsi Malul, która została zniszczona podczas I wojny izraelsko-arabskiej, po ataku Sił Obronnych Izraela w dniu 15 lipca 1948 roku. Wszystkich mieszkańców wysiedlono, a większość domów wyburzono. W latach 1947–1954 przy pobliskim wzgórzu Tel Szimron istniał moszaw Timmorim, który następnie przeniósł się do centralnej części kraju.
W latach 1979–1980 rząd Izraela przyjął do realizacji plan wzmocnienia żydowskiej obecności w Galilei. W ramach tego programu, w 1981 roku utworzono wieś Timrat. Jej nazwę zaczerpnięto od wcześniej istniejącego tutaj moszawu Timmorim. W założeniu miało to być osiedle, którego mieszkańcy będą dojeżdżać do pracy w pobliskich strefach przemysłowych. W społeczności jest kilku artystów, którzy pracują w swoich domach przy wyrobie ceramiki, biżuterii i innych wyrobów artystycznych.

## Demografia
Większość mieszkańców wsi jest Żydami, jednak nie wszyscy identyfikują się z judaizmem. Tutejsza populacja jest świecka:

## Gospodarka i infrastruktura
Mieszkańcy wsi dojeżdżają do miejsc pracy położonych poza osadą. W wiosce jest przychodnia zdrowia i sklep wielobranżowy.

## Transport
Z wsi wyjeżdża się na południowy zachód na drogę nr 75, którą jadąc na zachód dojeżdża się do skrzyżowania z drogą nr 73 przy moszawie Nahalal, lub jadąc na południowy wschód dojeżdża się do miasta Migdal ha-Emek.

## Edukacja  i kultura
Wieś posiada własne przedszkole i szkołę podstawową. Starsze dzieci są dowożone do szkoły w moszawie Nahalal. W wiosce jest ośrodek kultury z biblioteką, basen pływacki, sala sportowa z siłownią, boiska oraz korty tenisowe. Jest tu także synagoga i mykwa.

## Turystyka
Na zachód od wsi znajduje się zagajnik akacji Faidherbia albida. Jest to typowe drzewo rosnące na sawannie w Afryce Wschodniej. Tutejszy zagajnik jest najdalej na północ wysuniętym stanowiskiem tych drzew. Obszar ten jest objęty ochroną przez Rezerwat przyrody Tel Szimron. Tuż obok jest położony historyczny cmentarz moszawu Nahalal, na którym są pochowani ludzie, którzy kształtowali żydowską historię Emek Jizre’el. Między innymi jest tutaj pochowany generał Mosze Dajan. Tuż obok wznosi się wzgórze Tel Szimron (185 metrów n.p.m.). Jest tutaj stanowisko archeologiczne starożytnego miasta Szimron. Na szczycie wzgórza ustawiono wieżę widokową, z której rozciąga się panorama na całą dolinę. Natomiast zalesiony obszar wzgórz położonych na północ i wschód od wsi został przystosowany do spacerów i jazdy rowerami. Sąsiedztwo bazy wojskowej ogranicza jednak pełną swobodę poruszania się. W 2011 roku rezerwat przyrody z otoczeniem wszedł w skład Parku Narodowego Szimron.